# Liste der denkmalgeschützten Objekte in Korneuburg
Die Liste der denkmalgeschützten Objekte in Korneuburg enthält die 72 denkmalgeschützten, unbeweglichen Objekte der Stadt Korneuburg im niederösterreichischen Bezirk Korneuburg.

## Denkmäler
| Foto |                 | Denkmal                                                                                       | Standort                                                                 | Beschreibung | Metadaten |
| ---- | --------------- | --------------------------------------------------------------------------------------------- | ------------------------------------------------------------------------ | --- | --- |
| ja   | Datei hochladen | Raaber-Kreuz HERIS-ID: 22687 Objekt-ID: 19026                                                 | Am Hafen 1 Standort KG: Korneuburg                                       | Die Raaberkreuze wurden auf Wunsch Kaiser Rudolfs II. errichtet und erinnern an die Befreiung von Raab (Győr) aus der Hand der Osmanen im Jahre 1598: Sag Gott dem Herrn Lob und Dank, dass Raab ist gekommen in der Christen Hand. | BDA-Hist.: Q37871733 Status: Bescheid Stand der BDA-Liste: 2025-06-30 Name: Raaber-Kreuz GstNr.: .769                                                                             |
| ja   | Datei hochladen | Anlage ehem. Schiffswerft Korneuburg HERIS-ID: 62023 Objekt-ID: 74529                         | Am Hafen 6 Standort KG: Korneuburg                                       | Die ehemalige Schiffswerft wurde 1852 von der DDSG, der damals weltgrößten Reederei, als Winter- und Reparaturhafen errichtet. | BDA-Hist.: Q2235342 Status: Bescheid Stand der BDA-Liste: 2025-06-30 Name: Anlage ehem. Schiffswerft Korneuburg GstNr.: 533/78, 533/71, 533/72, 533/68 Korneuburg Schiffswerft    |
| ja   | Datei hochladen | Bundeshandelsakademie und Handelsschule; ehem. Altersheim HERIS-ID: 21208 Objekt-ID: 17525    | Bankmannring 1 Standort KG: Korneuburg                                   | Das Gebäude wurde 1896/97 als Bezirks-Armenhaus errichtet, diente ab den 20er Jahren des vorigen Jahrhunderts als Mädchen-, Volks- und Hauptschule. Seit 1972 ist in dem Gebäude die Handelsakademie untergebracht. | BDA-Hist.: Q37860008 Status: Bescheid Stand der BDA-Liste: 2025-06-30 Name: Bundeshandelsakademie und Handelsschule; ehem. Altersheim GstNr.: 2/6                                 |
| ja   | Datei hochladen | Bürgerhaus HERIS-ID: 21209 Objekt-ID: 17526                                                   | Bisamberger Straße 5 Standort KG: Korneuburg                             | Im Kern 16. Jahrhundert, Doppelgiebel | BDA-Hist.: Q37860022 Status: Bescheid Stand der BDA-Liste: 2025-06-30 Name: Bürgerhaus GstNr.: .138                                                                               |
| ja   | Datei hochladen | Wasserturm mit Anbau HERIS-ID: 255503seit 2024                                                | Donaustraße, Verein Korneuburger Schrebergärtner Standort KG: Korneuburg | Im Ersten Weltkrieg diente der Wasserturm zur Versorgung eines Genesungslagers für verwundete Soldaten. | BDA-Hist.: Q126122333 Status: Bescheid Stand der BDA-Liste: 2025-06-30 Name: Wasserturm mit Anbau GstNr.: .952                                                                    |
| ja   | Datei hochladen | Bürgerhaus HERIS-ID: 25526 Objekt-ID: 21957                                                   | Donaustraße 10 Standort KG: Korneuburg                                   | 16. Jahrhundert mit Erker und Figurennische. | BDA-Hist.: Q37894633 Status: Bescheid Stand der BDA-Liste: 2025-06-30 Name: Bürgerhaus GstNr.: .33                                                                                |
| ja   | Datei hochladen | Teil der Stadtmauer HERIS-ID: 14217 Objekt-ID: 10449                                          | Dr. Max Burckhard-Ring 2 Standort KG: Korneuburg                         | Die Stadtmauer wurde vor 1231 errichtet, 1408 erneuert und 1421 bis 1449 mit Material aus Steinbrüchen aus Höflein in einer Breite von rund 2 m und einer Höhe von 6 bis 8 m erheblich verstärkt. | BDA-Hist.: Q37743084 Status: Bescheid Stand der BDA-Liste: 2025-06-30 Name: Stadtmauerabschnitt GstNr.: .17, 751/43 City wall of Korneuburg                                       |
| ja   | Datei hochladen | Museum/Ausstellungsbau, Badeanlage HERIS-ID: 21211 Objekt-ID: 17528                           | Dr. Max Burckhard-Ring 11 Standort KG: Korneuburg                        | Palaisartiges Gebäude inmitten des kleinen Museumsparks mit der Mariensäule. Das 1908 errichtete „Tröpferlbad“ wurde 1970/73 zum Museum umgewidmet. Bau mit Mittelrisalit und zweiarmiger Freitreppe. Reiche Pilastergliederung, kleiner Giebelaufbau mit Stadtwappen. | BDA-Hist.: Q1791910 Status: § 2a Stand der BDA-Liste: 2025-06-30 Name: Museum/Ausstellungsbau, Badeanlage GstNr.: .608 Korneuburg Tröpferlbad                                     |
| ja   | Datei hochladen | Teil der Stadtmauer HERIS-ID: 111742 Objekt-ID: 129751seit 2012                               | bei Dr. Max Burckhard-Ring 26 Standort KG: Korneuburg                    | Die Stadtmauer wurde vor 1231 errichtet, 1408 erneuert und 1421 bis 1449 mit Material aus Steinbrüchen aus Höflein in einer Breite von rund 2 m und einer Höhe von 6 bis 8 m erheblich verstärkt. Siehe auch Stadtmauer Korneuburg. | BDA-Hist.: Q37826369 Status: § 57-Mandatsbescheid Stand der BDA-Liste: 2025-06-30 Name: Teil der Stadtmauer GstNr.: 751/52 City wall of Korneuburg                                |
| ja   | Datei hochladen | Bürgerhaus, Langhaus HERIS-ID: 22501 Objekt-ID: 18834                                         | Hauptplatz 1 Standort KG: Korneuburg                                     | Sogenanntes Langhaus aus dem 18. Jahrhundert. Eckhaus, drei Seiten des Grätzels einnehmend. Obergeschoß mit Plattenstilfassade. | BDA-Hist.: Q37869832 Status: Bescheid Stand der BDA-Liste: 2025-06-30 Name: Bürgerhaus, Langhaus GstNr.: .205                                                                     |
| ja   | Datei hochladen | Bürgerhaus HERIS-ID: 22500 Objekt-ID: 18833                                                   | Hauptplatz 3 Standort KG: Korneuburg                                     | Zweigeschoßiges Bürgerhaus aus dem späten 16. oder dem 17. Jahrhundert mit tonnengewölbter Durchfahrt. | BDA-Hist.: Q37869818 Status: Bescheid Stand der BDA-Liste: 2025-06-30 Name: Bürgerhaus GstNr.: .198                                                                               |
| ja   | Datei hochladen | Bürgerhaus HERIS-ID: 22502 Objekt-ID: 18835                                                   | Hauptplatz 4 Standort KG: Korneuburg                                     | Zweigeschoßiges Bürgerhaus. Innen gotische Türgewände. | BDA-Hist.: Q37869845 Status: Bescheid Stand der BDA-Liste: 2025-06-30 Name: Bürgerhaus GstNr.: .199/1                                                                             |
| ja   | Datei hochladen | Gasthaus Kaiserkrone HERIS-ID: 22503 Objekt-ID: 18836                                         | Hauptplatz 5 Standort KG: Korneuburg                                     | Alter Gasthof mit Katharinenfresko in der Einfahrt, um 1400. Im Erdgeschoß Zweisäulenraum mit Gewölbe, 17. Jahrhundert. | BDA-Hist.: Q37869867 Status: Bescheid Stand der BDA-Liste: 2025-06-30 Name: Gasthaus Kaiserkrone GstNr.: .200/1                                                                   |
| ja   | Datei hochladen | Bürgerhaus HERIS-ID: 22505 Objekt-ID: 18838                                                   | Hauptplatz 8 Standort KG: Korneuburg                                     | | BDA-Hist.: Q37869881 Status: Bescheid Stand der BDA-Liste: 2025-06-30 Name: Bürgerhaus GstNr.: .169/1                                                                             |
| ja   | Datei hochladen | Bürgerhaus HERIS-ID: 22506 Objekt-ID: 18839                                                   | Hauptplatz 9 Standort KG: Korneuburg                                     | Das Gebäude wurde von 1799 bis 1807 als Gymnasialschule genutzt und um 1900 umgebaut. | BDA-Hist.: Q37869895 Status: Bescheid Stand der BDA-Liste: 2025-06-30 Name: Bürgerhaus GstNr.: .170                                                                               |
| ja   | Datei hochladen | Bürgerhaus HERIS-ID: 22507 Objekt-ID: 18840                                                   | Hauptplatz 10 Standort KG: Korneuburg                                    | Spätgotisches Bürgerhaus mit zweiachsigem Erker auf Konsolen und 1960 freigelegtem gotischen Maßwerkfries aus dem 16. Jahrhundert. | BDA-Hist.: Q37869932 Status: Bescheid Stand der BDA-Liste: 2025-06-30 Name: Bürgerhaus GstNr.: .171                                                                               |
| ja   | Datei hochladen | Wohnhaus HERIS-ID: 22508 Objekt-ID: 18841                                                     | Hauptplatz 11 Standort KG: Korneuburg                                    | Neubau anstelle des ehemaligen Pfarrhofs der Nikolauskirche, mit Resten einer gotischen Kapelle. | BDA-Hist.: Q37869944 Status: Bescheid Stand der BDA-Liste: 2025-06-30 Name: Wohnhaus GstNr.: 818                                                                                  |
| ja   | Datei hochladen | Bürgerhaus HERIS-ID: 22526 Objekt-ID: 18859                                                   | Hauptplatz 12 Standort KG: Korneuburg                                    | | BDA-Hist.: Q37870283 Status: Bescheid Stand der BDA-Liste: 2025-06-30 Name: Bürgerhaus GstNr.: .173                                                                               |
| ja   | Datei hochladen | Bürgerhaus HERIS-ID: 22527 Objekt-ID: 18860                                                   | Hauptplatz 13 Standort KG: Korneuburg                                    | | BDA-Hist.: Q37870312 Status: Bescheid Stand der BDA-Liste: 2025-06-30 Name: Bürgerhaus GstNr.: .160/1                                                                             |
| ja   | Datei hochladen | Bürgerhaus HERIS-ID: 22528 Objekt-ID: 18861                                                   | Hauptplatz 14 Standort KG: Korneuburg                                    | | BDA-Hist.: Q37870331 Status: Bescheid Stand der BDA-Liste: 2025-06-30 Name: Bürgerhaus GstNr.: .158                                                                               |
| ja   | Datei hochladen | Bürgerhaus HERIS-ID: 22529 Objekt-ID: 18862                                                   | Hauptplatz 15 Standort KG: Korneuburg                                    | „Kladivohaus“. Ein Relief erinnert an die Rückeroberung Korneuburgs von den Schweden durch Graf Puchheim im Jahr 1646, bei der die Stadt zu mehr als 70 Prozent zerstört wurde. | BDA-Hist.: Q37870345 Status: Bescheid Stand der BDA-Liste: 2025-06-30 Name: Bürgerhaus GstNr.: .157 Kladivohaus, Korneuburg                                                       |
| ja   | Datei hochladen | Bürgerhaus HERIS-ID: 22530 Objekt-ID: 18863                                                   | Hauptplatz 16 Standort KG: Korneuburg                                    | | BDA-Hist.: Q37870363 Status: Bescheid Stand der BDA-Liste: 2025-06-30 Name: Bürgerhaus GstNr.: .156                                                                               |
| ja   | Datei hochladen | Ehem. Gasthaus HERIS-ID: 22531 Objekt-ID: 18864                                               | Hauptplatz 17 Standort KG: Korneuburg                                    | | BDA-Hist.: Q37870389 Status: Bescheid Stand der BDA-Liste: 2025-06-30 Name: Ehem. Gasthaus GstNr.: .155                                                                           |
| ja   | Datei hochladen | Ehem. Bezirksgericht, ehem. Strafvollzugsanstalt HERIS-ID: 22514 Objekt-ID: 18847             | Hauptplatz 18 Standort KG: Korneuburg                                    | Das ehemalige Bezirksgericht, im Dehio beschrieben als mächtiger quadratischer Kubus mit turmartigen Eckrisaliten und ausladendem Kranzsims, 1852 bis 1856 erbaut, wurde im zweiten Jahrzehnt des 21. Jahrhunderts zu einem Wohn- und Geschäftshaus mit Tiefgarage umgebaut. | BDA-Hist.: Q37870052 Status: Bescheid Stand der BDA-Liste: 2025-06-30 Name: Bezirksgericht, Strafvollzugsanstalt GstNr.: .153 Altes Bezirksgericht Korneuburg                     |
| ja   | Datei hochladen | Wohnhaus HERIS-ID: 22515 Objekt-ID: 18848                                                     | Hauptplatz 19 Standort KG: Korneuburg                                    | Historische Fassade 3. Viertel 19. Jahrhundert. | BDA-Hist.: Q37870074 Status: Bescheid Stand der BDA-Liste: 2025-06-30 Name: Wohnhaus GstNr.: .246                                                                                 |
| ja   | Datei hochladen | Ehem. Gasthaus „Goldenes Kreuz“ HERIS-ID: 22516 Objekt-ID: 18849                              | Hauptplatz 20 Standort KG: Korneuburg                                    | Fassade mit Lisenen und Doppelpilastern mit Girlande, Ende 18. Jahrhundert, stark erneuert. | BDA-Hist.: Q37870090 Status: Bescheid Stand der BDA-Liste: 2025-06-30 Name: ehem. Gasthaus "Goldenes Kreuz" GstNr.: .245                                                          |
| ja   | Datei hochladen | Bürgerhaus HERIS-ID: 22517 Objekt-ID: 18850                                                   | Hauptplatz 21 Standort KG: Korneuburg                                    | Fassade 2. Viertel 19. Jahrhundert, mit Doppelpilastern und Dreiecksgiebel. | BDA-Hist.: Q37870128 Status: Bescheid Stand der BDA-Liste: 2025-06-30 Name: Bürgerhaus GstNr.: .244                                                                               |
| ja   | Datei hochladen | Bürgerhaus, Kaiserhaus HERIS-ID: 22509 Objekt-ID: 18842                                       | Hauptplatz 22 Standort KG: Korneuburg                                    | Die Häuser Hauptplatz 22 – 27 und Stockerauer Straße 1 wurden bis ins letzte Jahrhundert „Kaiserhäuser“ genannt, weil hier die durchreisenden Fürsten samt Gefolge untergebracht wurden. Sie waren untereinander verbunden (Geheimdiplomatie!). Das Haus Nr. 22 zeigt ein Wappenrelief: in der Mitte der österreichische Bindenschild, in der Ansicht links das Wappen Oberösterreichs und rechts Tirols Adler. Das Relief dürfte an den Friedensschluss vom 14. Jänner 1408 erinnern. | BDA-Hist.: Q37869970 Status: Bescheid Stand der BDA-Liste: 2025-06-30 Name: Bürgerhaus, Kaiserhaus GstNr.: .243                                                                   |
| ja   | Datei hochladen | Wohn- und Geschäftshaus HERIS-ID: 22510 Objekt-ID: 18843                                      | Hauptplatz 23 Standort KG: Korneuburg                                    | Die Häuser Hauptplatz 22 – 27 und Stockerauer Straße 1 wurden bis ins letzte Jahrhundert „Kaiserhäuser“ genannt, weil hier die durchreisenden Fürsten samt Gefolge untergebracht wurden. Sie waren untereinander verbunden (Geheimdiplomatie!). | BDA-Hist.: Q37869984 Status: Bescheid Stand der BDA-Liste: 2025-06-30 Name: Wohn- und Geschäftshaus GstNr.: .242                                                                  |
| ja   | Datei hochladen | Wohn- und Geschäftshaus HERIS-ID: 22511 Objekt-ID: 18844                                      | Hauptplatz 24 Standort KG: Korneuburg                                    | Großes frühhistoristisches Haus aus dem 2. Viertel des 19. Jahrhunderts mit genuteten Mittelteil. Innen freitragende Treppe. Die Häuser Hauptplatz 22 – 27 und Stockerauer Straße 1 wurden bis ins letzte Jahrhundert „Kaiserhäuser“ genannt, weil hier die durchreisenden Fürsten samt Gefolge untergebracht wurden. Sie waren untereinander verbunden (Geheimdiplomatie). | BDA-Hist.: Q37869999 Status: Bescheid Stand der BDA-Liste: 2025-06-30 Name: Wohn- und Geschäftshaus GstNr.: .241                                                                  |
| ja   | Datei hochladen | Ehem. Gasthaus „Grüner Baum“ HERIS-ID: 22512 Objekt-ID: 18845                                 | Hauptplatz 25 Standort KG: Korneuburg                                    | Im Kern 2. Hälfte des 16. Jahrhunderts. Erker mit Resten einer sgraffitierten Gliederung, Fassade im 19. und 20. Jahrhundert verändert. Die Häuser Hauptplatz 22 – 27 und Stockerauer Straße 1 wurden bis ins letzte Jahrhundert „Kaiserhäuser“ genannt, weil hier die durchreisenden Fürsten samt Gefolge untergebracht wurden. Sie waren untereinander verbunden (Geheimdiplomatie!). | BDA-Hist.: Q37870027 Status: Bescheid Stand der BDA-Liste: 2025-06-30 Name: ehem. Gasthaus "Grüner Baum" GstNr.: .240, 779                                                        |
| ja   | Datei hochladen | Ehem. Gasthaus „Goldener Hirsch“ HERIS-ID: 22513 Objekt-ID: 18846                             | Hauptplatz 26 Standort KG: Korneuburg                                    | Die Häuser Hauptplatz 22 – 27 und Stockerauer Straße 1 wurden bis ins letzte Jahrhundert „Kaiserhäuser“ genannt, weil hier die durchreisenden Fürsten samt Gefolge untergebracht wurden. Sie waren untereinander verbunden (Geheimdiplomatie!). | BDA-Hist.: Q37870041 Status: Bescheid Stand der BDA-Liste: 2025-06-30 Name: ehem. Gasthaus "Goldener Hirsch" GstNr.: .239                                                         |
| ja   | Datei hochladen | Bürgerhaus, ehem. Kreisapotheke zum Schwarzen Adler HERIS-ID: 22518 Objekt-ID: 18851          | Hauptplatz 27 Standort KG: Korneuburg                                    | Die Häuser Hauptplatz 22 – 27 und Stockerauer Straße 1 wurden bis ins letzte Jahrhundert „Kaiserhäuser“ genannt, weil hier die durchreisenden Fürsten samt Gefolge untergebracht wurden. Sie waren untereinander verbunden (Geheimdiplomatie!). | BDA-Hist.: Q37870144 Status: Bescheid Stand der BDA-Liste: 2025-06-30 Name: Bürgerhaus, ehem. Kreisapotheke zum Schwarzen Adler GstNr.: .238                                      |
| ja   | Datei hochladen | Bankgebäude HERIS-ID: 22519 Objekt-ID: 18852                                                  | Hauptplatz 28 Standort KG: Korneuburg                                    | | BDA-Hist.: Q37870161 Status: Bescheid Stand der BDA-Liste: 2025-06-30 Name: Bankgebäude GstNr.: .208                                                                              |
| ja   | Datei hochladen | Wohn- und Geschäftshaus HERIS-ID: 22520 Objekt-ID: 18853                                      | Hauptplatz 29-30 Standort KG: Korneuburg                                 | Breiter späthistoristischer Bau um 1900. | BDA-Hist.: Q37870184 Status: Bescheid Stand der BDA-Liste: 2025-06-30 Name: Wohn- und Geschäftshaus GstNr.: .210                                                                  |
| ja   | Datei hochladen | Hotel „Zum Weißen Rössel“ HERIS-ID: 22521 Objekt-ID: 18854                                    | Hauptplatz 31-32 Standort KG: Korneuburg                                 | Der breite späthistoristische Bau aus der Zeit um 1900 fungiert nunmehr als Stadtsaal. | BDA-Hist.: Q37870196 Status: Bescheid Stand der BDA-Liste: 2025-06-30 Name: Hotel "Zum Weißen Rössel" GstNr.: .211                                                                |
| ja   | Datei hochladen | Wohn- und Geschäftshaus HERIS-ID: 22522 Objekt-ID: 18855                                      | Hauptplatz 33 Standort KG: Korneuburg                                    | | BDA-Hist.: Q37870208 Status: Bescheid Stand der BDA-Liste: 2025-06-30 Name: Wohn- und Geschäftshaus GstNr.: .213                                                                  |
| ja   | Datei hochladen | Wohn- und Geschäftshaus HERIS-ID: 22523 Objekt-ID: 18856                                      | Hauptplatz 34 Standort KG: Korneuburg                                    | | BDA-Hist.: Q37870232 Status: Bescheid Stand der BDA-Liste: 2025-06-30 Name: Wohn- und Geschäftshaus GstNr.: .214                                                                  |
| ja   | Datei hochladen | Bürgerhaus HERIS-ID: 22524 Objekt-ID: 18857                                                   | Hauptplatz 36 Standort KG: Korneuburg                                    | Teil des Grätzels, Fassade 1906 | BDA-Hist.: Q37870247 Status: Bescheid Stand der BDA-Liste: 2025-06-30 Name: Bürgerhaus GstNr.: .204/1                                                                             |
| ja   | Datei hochladen | Bürgerhaus HERIS-ID: 22525 Objekt-ID: 18858                                                   | Hauptplatz 37 Standort KG: Korneuburg                                    | Teil des Grätzels, Fassade 1906 | BDA-Hist.: Q37870260 Status: Bescheid Stand der BDA-Liste: 2025-06-30 Name: Bürgerhaus GstNr.: .207/1                                                                             |
| ja   | Datei hochladen | Bürgerhaus HERIS-ID: 22532 Objekt-ID: 18865                                                   | Hauptplatz 38 Standort KG: Korneuburg                                    | Teil des Grätzels, Fassade 3. Viertel des 19. Jahrhunderts. | BDA-Hist.: Q37870402 Status: Bescheid Stand der BDA-Liste: 2025-06-30 Name: Bürgerhaus GstNr.: .206                                                                               |
| ja   | Datei hochladen | Rathaus mit Stadtturm HERIS-ID: 22536 Objekt-ID: 18869                                        | Hauptplatz 39 Standort KG: Korneuburg                                    | Das Rathaus wurde im historistischen Stil erbaut und 1895 feierlich eröffnet. An der Hauptfront befinden sich oberhalb der Statuen von Kaiser Franz Josef und Herzog Albrecht I. die Wappen der Kronländer. Über dem Eingang mit der Büste des Wiener Architekten Max Kropf sind die Wappen von bedeutenden niederösterreichischen Städten zu sehen. An der Nordseite des Rathauses befinden sich die Wappen der Herrscher, die für Korneuburg besondere Bedeutung hatten. Der Stadtturm stammt aus der Zeit 1440 bis 1447. Seine heutige Gestalt erhielt er 1890 bei der letzten großen Renovierung. | BDA-Hist.: Q19298959 Status: Bescheid Stand der BDA-Liste: 2025-06-30 Name: Rathaus mit Stadtturm GstNr.: .175 Rathaus Korneuburg                                                 |
| ja   | Datei hochladen | Kath. Pfarrkirche hl. Ägydius HERIS-ID: 21205 Objekt-ID: 17522                                | Kirchenplatz Standort KG: Korneuburg                                     | Die heutige Pfarrkirche wurde zwischen 1210 und 1212 erbaut und 1214 geweiht. Ursprünglich im romanischen Stil zweitürmig erbaut, wurde die Kirche, vor allem auch ihre Türme, gegen Ende der schwedischen Besetzung Korneuburgs (1646) schwer beschädigt. 1760 wurde lediglich ein Turm als Glockenturm wieder aufgebaut, senkte sich jedoch und wurde 1902 gemeinsam mit dem gesamten Westwerk neu errichtet. | BDA-Hist.: Q19298479 Status: Bescheid Stand der BDA-Liste: 2025-06-30 Name: Kath. Pfarrkirche hl. Ägydius GstNr.: .86 Pfarrkirche hl. Ägydius, Korneuburg                         |
| ja   | Datei hochladen | Pfarrhof HERIS-ID: 21216 Objekt-ID: 17533                                                     | Kirchenplatz 1 Standort KG: Korneuburg                                   | Oberhalb des Eingangstors befindet sich eine Marmorplatte die die Jahreszahl 1X90 trägt. Die Zahl soll vermutlich 1490 heißen. Das Pfarrhaus fiel im Jahre 1942 einem Brand zum Opfer und wurde in Anlehnung an das ehemals barocke Erscheinungsbild wieder aufgebaut. | BDA-Hist.: Q37860070 Status: § 2a Stand der BDA-Liste: 2025-06-30 Name: Pfarrhof GstNr.: .87/1 Pfarrhof Korneuburg                                                                |
| ja   | Datei hochladen | (Getreide)Kasten HERIS-ID: 21204 Objekt-ID: 17521                                             | Kirchenplatz 1 Standort KG: Korneuburg                                   | 1766 erbauter, breitgelagerter, zweigeschoßiger Bau mit leicht vorspringendem Mittelteil mit Lisenengliederung. Innen mehrere Stuckdecken, darunter zwei in Rokokoformen um 1770. Der ehemalige Schüttkasten beherbergt heute das Pfarrheim. | BDA-Hist.: Q37859959 Status: § 2a Stand der BDA-Liste: 2025-06-30 Name: (Getreide)Kasten GstNr.: .87/1 Granary Korneuburg                                                         |
| ja   | Datei hochladen | Ehem. Kapuzinerkloster, Finanzamt HERIS-ID: 25329 Objekt-ID: 21754                            | Laaer Straße 13 - 15 Standort KG: Korneuburg                             | Das Kapuzinerkloster wurde 1623–1625 errichtet. Quadratische Anlage mit kleinen Hof dessen Nordseite die Kirche bildet. | BDA-Hist.: Q37892511 Status: § 2a Stand der BDA-Liste: 2025-06-30 Name: Ehem. Kapuzinerkloster, Finanzamt GstNr.: 805/1                                                           |
| ja   | Datei hochladen | Bürgerhaus HERIS-ID: 21213 Objekt-ID: 17530                                                   | Lebzeltergasse 2 Standort KG: Korneuburg                                 | Über dem Portal eingemauerter antiker(?) Zeuskopf. | BDA-Hist.: Q37860046 Status: Bescheid Stand der BDA-Liste: 2025-06-30 Name: Bürgerhaus GstNr.: .197                                                                               |
| ja   | Datei hochladen | Bürgerhaus HERIS-ID: 25331 Objekt-ID: 21756                                                   | Lebzeltergasse 4 Standort KG: Korneuburg                                 | Fassade um 1800, mit Lisenen, Mittelteil genutet, mit Girlanden, kleine Nischenfigur, Pietà Ende 18. Jahrhundert. | BDA-Hist.: Q37892552 Status: Bescheid Stand der BDA-Liste: 2025-06-30 Name: Bürgerhaus GstNr.: .196                                                                               |
| ja   | Datei hochladen | Kommunaler Wohnbau HERIS-ID: 25247 Objekt-ID: 21664                                           | Leobendorfer Straße 12-14 Standort KG: Korneuburg                        | Wohnbau mit vorspringendem Portaltürmen, um 1920/30. | BDA-Hist.: Q37891314 Status: § 2a Stand der BDA-Liste: 2025-06-30 Name: Kommunaler Wohnbau GstNr.: .928, .929                                                                     |
| ja   | Datei hochladen | Wohnhaus, ehem. Dampfstraßenwalzenremise (Walzhaus) HERIS-ID: 68262 Objekt-ID: 81267seit 2013 | Mechtlerstraße 3 Standort KG: Korneuburg                                 | | BDA-Hist.: Q38119197 Status: Bescheid Stand der BDA-Liste: 2025-06-30 Name: Wohnhaus, ehem. Dampfstraßenwalzenremise (Walzhaus) GstNr.: .281                                      |
| ja   | Datei hochladen | Mariensäule HERIS-ID: 6215 Objekt-ID: 2092                                                    | bei Dr. Max Burckhard-Ring 11 Standort KG: Korneuburg                    | 1848, aus der Mariazeller Erzgießerei. | BDA-Hist.: Q37884753 Status: § 2a Stand der BDA-Liste: 2025-06-30 Name: Mariensäule GstNr.: 674                                                                                   |
| ja   | Datei hochladen | Mauerzüge d. ehem. Synagoge Roßmühle HERIS-ID: 25248 Objekt-ID: 21665                         | Propst Bernhard-Straße 6 Standort KG: Korneuburg                         | Die ehemalige Synagoge an der Stadtmauer, der älteste erhaltene Bau dieser Art in Österreich, wurde im 14. Jahrhundert errichtet und bis zur Vertreibung der Juden aus Korneuburg im Jahr 1420 religiös genutzt. Als Lagerraum und Garage genutzt, befindet sich das 1980 unter Denkmalschutz gestellte Gebäude mit Stand von 2021 in desolatem Zustand. | BDA-Hist.: Q23689758 Status: Bescheid Stand der BDA-Liste: 2025-06-30 Name: Mauerzüge d. ehem. Synagoge Roßmühle GstNr.: .134/2 Ehemalige Synagoge Roßmühle, Korneuburg           |
| ja   | Datei hochladen | Bürgerhaus HERIS-ID: 25525 Objekt-ID: 21956                                                   | Salzstraße 27 Standort KG: Korneuburg                                    | Spätgotisches Haus mit Erker auf Konsolen. | BDA-Hist.: Q37894619 Status: Bescheid Stand der BDA-Liste: 2025-06-30 Name: Bürgerhaus GstNr.: .115                                                                               |
| ja   | Datei hochladen | Figur hl. Johannes Nepomuk HERIS-ID: 25255 Objekt-ID: 21672                                   | gegenüber Schubertstraße 1 Standort KG: Korneuburg                       | Gearbeitet aus „Mariazeller Guss“. Die Jahreszahl 1828 erinnert an die Erneuerung der alten Steinplastik durch die Mariazeller Gussplastik. Die Einweihung der Statue erfolgte am 11. Mai 1829. | BDA-Hist.: Q37891422 Status: § 2a Stand der BDA-Liste: 2025-06-30 Name: Figur hl. Johannes Nepomuk GstNr.: 692                                                                    |
| ja   | Datei hochladen | Bürgerhaus HERIS-ID: 25246 Objekt-ID: 21663                                                   | Stockerauer Straße 1 Standort KG: Korneuburg                             | Die Häuser Hauptplatz 22 – 27 und Stockerauer Straße 1 wurden bis ins letzte Jahrhundert „Kaiserhäuser“ genannt, weil hier die durchreisenden Fürsten samt Gefolge untergebracht wurden. Sie waren untereinander verbunden (Geheimdiplomatie!). | BDA-Hist.: Q37891293 Status: Bescheid Stand der BDA-Liste: 2025-06-30 Name: Bürgerhaus GstNr.: .237                                                                               |
| ja   | Datei hochladen | Bürgerhaus, Bankmannhaus HERIS-ID: 25250 Objekt-ID: 21667                                     | Stockerauer Straße 10 Standort KG: Korneuburg                            | So genanntes Bankmannhaus. Im Kern 15. Jahrhundert, am Türstock Bezeichnung 1579 mit Bäckerzeichen. Obergeschoß vorgezogen auf Konsolen mit Rest eines gemalten Wappens. Zur Laaer Straße übereck gestellter Erker auf Konsolen. | BDA-Hist.: Q37891353 Status: Bescheid Stand der BDA-Liste: 2025-06-30 Name: Bürgerhaus, Bankmannhaus GstNr.: .224                                                                 |
| ja   | Datei hochladen | Korneuburg – Anlage ehem. Augustinerkloster und -kirche HERIS-ID: 490seit 2022                | Stockerauer Straße 12 Standort KG: Korneuburg                            | Das Augustinerkloster wurde 1338 gegründet, das Gebäude der Kirche stammt in der heutigen Form aus den Jahren 1745–1773, der barockisierende Turm aus dem späten 19. Jahrhundert. Die Kirche wurde mit 30. Mai 2023 profaniert und hat keine religiöse Funktion mehr. Anmerkung: Bis 2021 waren Kirche und Kloster getrennt geschützt, siehe unter Ehemalige Denkmäler. | BDA-Hist.: Q37860089 Status: Bescheid Stand der BDA-Liste: 2025-06-30 Name: Korneuburg – Anlage ehem. Augustinerkloster und -kirche GstNr.: .75, .74 Augustinerkloster Korneuburg |
| ja   | Datei hochladen | Gasthaus Zum weißen Wolf HERIS-ID: 25251 Objekt-ID: 21668                                     | Stockerauer Straße 19 Standort KG: Korneuburg                            | Der ehemalige Gasthof „Zum weißen Wolf“, „Alter Einkehrgasthof“, wurde 1600 erbaut und liegt gegenüber der Augustinerkirche. Mit korbbogigem Portal. Tonnengewölbe mit Stichkappen, anschließend langgestreckter Hof mit Arkaden, bezeichnet mit 1582, 1852 restauriert. | BDA-Hist.: Q37891368 Status: Bescheid Stand der BDA-Liste: 2025-06-30 Name: Gasthaus Zum weißen Wolf GstNr.: .63/1                                                                |
| ja   | Datei hochladen | Bürgerhaus HERIS-ID: 25330 Objekt-ID: 21755                                                   | Stockerauer Straße 23 Standort KG: Korneuburg                            | Im Kern 18. Jahrhundert, Fassade um 1900. | BDA-Hist.: Q37892532 Status: Bescheid Stand der BDA-Liste: 2025-06-30 Name: Bürgerhaus GstNr.: .65                                                                                |
| ja   | Datei hochladen | Soldatenfriedhof HERIS-ID: 25328 Objekt-ID: 21753                                             | Stockerauer Straße 77 Standort KG: Korneuburg                            | Reich gegliederte, umfriedete Anlage bestehend aus Wärterhäuschen, Gedächtniskapelle mit Turm sowie dem Heldendenkmal, 1915/17 von Karl Lehrmann. | BDA-Hist.: Q37892490 Status: § 2a Stand der BDA-Liste: 2025-06-30 Name: Soldatenfriedhof GstNr.: 393/1, 393/6, 393/5 Soldatenfriedhof Korneuburg                                  |
| ja   | Datei hochladen | Stadtfriedhof HERIS-ID: 25252 Objekt-ID: 21669                                                | bei Stockerauer Straße 77 Standort KG: Korneuburg                        | Bis 1789 war hier eine Johanneskapelle, urkundlich erstmals 1259 erwähnt. 1785 wurde der Friedhof von der Pfarrkirche zur Johanneskapelle verlegt. 1889 erfolgte eine Vergrößerung. | BDA-Hist.: Q37891381 Status: § 2a Stand der BDA-Liste: 2025-06-30 Name: Stadtfriedhof GstNr.: 392, 393/7, 520/2, 520/3, 391                                                       |
| ja   | Datei hochladen | Ehem. Kronprinz Rudolf-Spital HERIS-ID: 25524 Objekt-ID: 21955                                | Wiener Ring 3 - 5 Standort KG: Korneuburg                                | Ehemaliges Soldatenspital. Großes villenartiges Gebäude mit Pilastergliederung und großem Stiegenhausfenster. | BDA-Hist.: Q37894603 Status: Bescheid Stand der BDA-Liste: 2025-06-30 Name: Ehem. Kronprinz Rudolf-Spital GstNr.: 725/2 Ehemaliges Kronprinz-Rudolf-Spital, Korneuburg            |
| ja   | Datei hochladen | Teil der Stadtmauer HERIS-ID: 25332 Objekt-ID: 21757                                          | Wiener Ring 28 Standort KG: Korneuburg                                   | Die Stadtmauer wurde vor 1231 errichtet, 1408 erneuert und 1421 bis 1449 mit Material aus Steinbrüchen aus Höflein in einer Breite von rund 2 m und einer Höhe von 6 bis 8 m erheblich verstärkt. Siehe auch Stadtmauer Korneuburg. | BDA-Hist.: Q37892573 Status: Bescheid Stand der BDA-Liste: 2025-06-30 Name: Stadtmauerabschnitt mit Loggia GstNr.: .9/3, 751/62 City wall of Korneuburg                           |
| ja   | Datei hochladen | Teil der Stadtmauer HERIS-ID: 25527 Objekt-ID: 21958                                          | Wiener Straße Standort KG: Korneuburg                                    | Die Stadtmauer wurde vor 1231 errichtet, 1408 erneuert und 1421 bis 1449 mit Material aus Steinbrüchen aus Höflein in einer Breite von rund 2 m und einer Höhe von 6 bis 8 m erheblich verstärkt. Siehe auch Stadtmauer Korneuburg. | BDA-Hist.: Q37894648 Status: Bescheid Stand der BDA-Liste: 2025-06-30 Name: Mittelalterliche Stadtbefestigung GstNr.: .147 City wall of Korneuburg                                |
| ja   | Datei hochladen | Bürgerhaus HERIS-ID: 22535 Objekt-ID: 18868                                                   | Wiener Straße 2 Standort KG: Korneuburg                                  | Errichtet im 16. Jahrhundert. Fassade barockisiert, übereck gestellter Erker auf Konsolen. | BDA-Hist.: Q37870461 Status: Bescheid Stand der BDA-Liste: 2025-06-30 Name: Bürgerhaus GstNr.: .247                                                                               |
| ja   | Datei hochladen | Bürgerhaus HERIS-ID: 6188 Objekt-ID: 2063                                                     | Wiener Straße 5 Standort KG: Korneuburg                                  | Zweigeschoßiger Bau, im Kern 16. Jahrhundert, Fassade 18. bis 19. Jahrhundert. | BDA-Hist.: Q37883456 Status: Bescheid Stand der BDA-Liste: 2025-06-30 Name: Bürgerhaus GstNr.: .153                                                                               |
| ja   | Datei hochladen | Bürgerhaus HERIS-ID: 25253 Objekt-ID: 21670                                                   | Wiener Straße 7 Standort KG: Korneuburg                                  | Zweigeschoßiger Bau, im Kern 16. Jahrhundert, Barocke Fassade, 4. Viertel 18. Jahrhundert. | BDA-Hist.: Q37891397 Status: Bescheid Stand der BDA-Liste: 2025-06-30 Name: Bürgerhaus GstNr.: .150/1 Bürgerhaus Wiener Straße 7, Korneuburg                                      |
| ja   | Datei hochladen | Bürgerhaus HERIS-ID: 25254 Objekt-ID: 21671                                                   | Wiener Straße 8 Standort KG: Korneuburg                                  | Zweigeschoßiger Bau, im Kern 16. Jahrhundert. Barocke Fassade, 4. Viertel 18. Jahrhundert. | BDA-Hist.: Q37891404 Status: Bescheid Stand der BDA-Liste: 2025-06-30 Name: Bürgerhaus GstNr.: .4                                                                                 |
| ja   | Datei hochladen | Bürgerhaus HERIS-ID: 21201 Objekt-ID: 17518                                                   | Wiener Straße 9 Standort KG: Korneuburg                                  | | BDA-Hist.: Q37859894 Status: Bescheid Stand der BDA-Liste: 2025-06-30 Name: Bürgerhaus GstNr.: .149                                                                               |
| ja   | Datei hochladen | Jüdischer Friedhof HERIS-ID: 99277 Objekt-ID: 115381                                          | Stockerauer Straße 77 Standort KG: Korneuburg                            | Die israelitische Abteilung des Korneuburger Stadtfriedhofes besteht seit dem Jahr 1915. Sie befindet sich, durch gartenbauliche Maßnahmen abgetrennt, rechts vom Haupteingang an der Stockerauer Straße. Auf dem Areal sind 9 Grabsteine erhalten sowie 12 Grabtafeln, die von der Chewra Kadischa gestiftet wurden. Die Israelitische Kultusgemeinde bescheinigt dem von der öffentlichen Hand gepflegten Friedhof einen ausgezeichneten Pflegezustand. | BDA-Hist.: Q37773894 Status: § 2a Stand der BDA-Liste: 2025-06-30 Name: Jüdischer Friedhof GstNr.: 393/5                                                                          |
| ja   | Datei hochladen | Pest-/Dreifaltigkeitssäule HERIS-ID: 22533 Objekt-ID: 18866                                   | Hauptplatz 39, bei Standort KG: Korneuburg                               | Das Denkmal wurde 1747 von Johann Michael Jochinger gemeinsam mit Messstipendien für sich und seine Familie gestiftet. Die unterste Statuenreihe zeigt Johannes den Täufer, Jakobus den Älteren, erkenntlich am Pilgermantel mit Pilgermuschel und zwei gekreuzten Schwertern sowie Ägidius, den zweiten Stadtpatron von Korneuburg. Die drei Reliefs zeigen die drei christlichen Haupttugenden: Glaube (Mönch), Hoffnung (betende Frau) und Liebe (die spendende mit Bürgerkrone gekrönte Frau mit Pagen und Bedürftigem), dann die heilige Familie, sowie die drei Pestheiligen Sebastian, Rochus und Rosalia. Darüber befinden sich die Statuen der drei Erzengel, Michael, Raphael und Gabriel. Die Säule wird mit der Krönung Mariens durch die Heilige Dreifaltigkeit abgeschlossen. Hergestellt aus Zogelsdorfer Sandstein steht die Dreifaltigkeitssäule am Platz des ehemaligen Prangers. | BDA-Hist.: Q37870415 Status: Bescheid Stand der BDA-Liste: 2025-06-30 Name: Pest-/Dreifaltigkeitssäule GstNr.: 847/1 Pestsäule Korneuburg                                         |
| ja   | Datei hochladen | Rattenfängerbrunnen HERIS-ID: 22534 Objekt-ID: 18867                                          | Hauptplatz 39, vor Standort KG: Korneuburg                               | Der Brunnen wurde zum 50. Regierungsjubiläum von Kaiser Franz Josef im Jahre 1898 durch Emanuel Pendl errichtet. Auf dem Brunnenbecken Ädikulaaufbau mit Volutengiebel, bekrönte Figur Rattenfänger von Emanuel Pendl. Sie basiert auf der Rattenfängersage ähnlich jener der Sage von Hameln. | BDA-Hist.: Q37870448 Status: Bescheid Stand der BDA-Liste: 2025-06-30 Name: Rattenfängerbrunnen GstNr.: 847/1 Rattenfängerbrunnen, Korneuburg                                     |

## Ehemalige Denkmäler
| Foto |                 | Denkmal                                                   | Standort                                      | Beschreibung | Metadaten |
| ---- | --------------- | --------------------------------------------------------- | --------------------------------------------- | --- | --- |
| ja   | Datei hochladen | Augustinerkirche HERIS-ID: 21206 Objekt-ID: 17523bis 2021 | Stockerauer Straße 12 Standort KG: Korneuburg | Erbaut 1745–1773. Die Kirche wurde in den Jahren 1745–1773 von einem unbekannten Meister neu aufgebaut. 1898 wurde der Turm nach Plänen des Wiener Architekten Max Kropf errichtet. Anmerkung: Kein Abgang, sondern andere Fassung des Schutzobjekts. Kirche und Kloster bilden nun zusammen ein Objekt. | BDA-Hist.: Q19259826 Status: § 2a Stand der BDA-Liste: 2021-07-01 Name: Augustinerkirche GstNr.: .75 Augustinerkirche (Korneuburg) |
| ja   | Datei hochladen | Ehem. Augustinerkloster bis 2021                          | Stockerauer Straße 14 Standort KG: Korneuburg | Das Augustinerkloster wurde von Otto dem Fröhlichen gegründet. Anmerkung: Kein Abgang, sondern andere Fassung des Schutzobjekts. Kirche und Kloster bilden nun zusammen ein Objekt. | WD-Item: fehlt! Status: § 2a Stand der BDA-Liste: 2021-07-01 Name: Ehem. Augustinerkloster GstNr.: .74                             |